# Pullassu
El Pullassu és l'acte que dona el tret de sortida al Carnaval de Terra Endins a la vila de Torelló. S'esdevé sempre el dijous llarder. És un ritual màgic i ludicosexual durant el qual bruixot Xapot talla el membre de Margalef, fill bord de Carnaval, ingredient indispensable per adobar una poció màgica.

## Història
L'any 1997 un col·lectiu de joves de Torelló va començar a celebrar la Nit de Bruixes, un ritual màgic per començar el Carnaval de Terra Endins. L'any 2001 el Col·lectiu Pullassu, va prendre la decisió de refundar la festa. El ritual, que en els tres anys anteriors s'havia realitzat dalt d'un escenari, ara començava a la plaça Germà Donat, seguit d'una cercavila que abocava a la Plaça Vella. Allà s'hi realitzarà el ritual de la Rauxa fins a l'actualitat. També aquell any, Margalef, que segons la llegenda és l'únic fill bastard del Rei Carnestoltes, va passar a representar-se en forma de gegant, de pràcticament tres metres d'alçada. Va ser llavors, en instaurar el gegant i el seu membre viril, que la festa va canviar de nom i va passar a dir-se El Pullassu. L'any 2008, va a l'ocasió dell 10è aniverari es van introduir elements importants a la festa com: la cobla Tarasca en directe, la Fortiana la Marrana, els capgrossos, comparses durant la cercavila, així com canvis de guió i de situació en el ritual. Actualment el Pullassu compta amb centenars de participants.

## Components

### La música
Xevi Capdevila va compondre la música. La cobla toca en directe a la plaça les següents cançons: «Entrada de Margalef», «Dansa de l’aparellament», «Ball de la Guita Tita», «Processó de la destral», «Cavaller del gran Pullassu», «Ball del xirri», «Cançó de l’apozema del Xapot,», «Toc d’inici del carnaval de Torelló».
Durant del transcurs del ritual, s'acompanya els personatges i el bestiari amb un seguit de balls, coneguts per la gran majoria dels assistents al ritual. El «Ball del cavaller» és el ball que efectuen tots els assistents del ritual de la Rauxa per donar la benvinguda a la plaça al Cavaller del Gran Pullassu. Altes bals són el «Ball del xirri», «Ball de l'aparellament» i «Ball de la guita tita».

### L'indumentària dels sequaços
Els sequaços porten un mocador lligat al cap o a on cadascú cregui oportú, un ponxo negre de cotó. Tenen la cara pintada de blanc amb i el símbol de Margalef en negre i porten un calçat adequat.

### La poció màgica
L'apozema màgica és el beuratge resultant del ritual de la rauxa. A part d'això, és una beguda real que es consumeix durant la nit. Els ingredients són coneguts: el pixum de burra de Solsona, la sang d'una verge de Sitges, les cagarrines d'un empatx de caramels de Vilanova i el semen de la Guita Tita de Torelló però la recepta se'n guarda en secret. Es pot adquirir només a la barra de la plaça durant la nit del ritual del Pullassu.